# Chiesa di Santa Maria Assunta (Carrara)
La chiesa di Santa Maria Assunta è un edificio di culto cattolico situato nella frazione carrarese di Torano, in provincia di Massa-Carrara.

## Storia e descrizione
La chiesa, al centro del borgo di Torano, presenta la facciata cinquecentesca rivolta verso la valle con un'ampia scalinata. Al centro di essa è un portale datato 1554, sovrastato da un pannello marmoreo scolpito a bassorilievo raffigurante la Vergine Assunta, collocato negli anni novanta del Novecento. Il fianco destro, dove è un altro portale datato 1593, con un'iscrizione che reca il nome di Antonio Pietro Guidi, si affaccia verso la piazzetta del paese.
L'interno della chiesa è a tre navate, e contiene diverse e notevoli opere d'arte. Nella navata centrale è un originale pulpito settecentesco marmoreo che contiene nel volume sottostante la piattaforma sopraelevata un confessionale. Nel lato rivolto verso la navata è un bel rilievo sempre settecentesco rappresentante San Giovanni Evangelista. Dietro l'altare maggiore, inserito in una struttura che divide la navata dal retrostante presbiterio, è un notevole affresco cinquecentesco rappresentante la Madonna con il Bambino e i santi Anna, Giuseppe, Giovanni Evangelista e Andrea, datato 1574 in basso a destra, opera di Agostino Ghirlanda, del quale è la sigla al lato opposto del l'affresco. In fondo alla navata destra, in una nicchia, è un Crocifisso marmoreo del toranese Pietro Tenerani, mentre in fondo alla navata sinistra, in un bell'altare settecentesco, è l'Immacolata Concezione dello scultore Domenico Guidi, anch'esso nativo di Torano.